# Przechodząc obok siebie
Przechodząc obok siebie – utwór z repertuaru zespołu Skaldowie, z muzyką Jacka Zielińskiego do tekstu Leszka Aleksandra Moczulskiego, skomponowany w 1973 roku jako jedna z pierwszych kompozycji skrzypka. Zespół po raz pierwszy nagrał piosenkę w maju 1974 roku w Czechosłowacji, gdzie została wydana pod tytułem "Idę przed siebie" przez Supraphon na singlu, wraz z utworem "Słowa do matki". Skaldowie dokonali powtórnego nagrania kompozycji podczas prac nad nowymi płytami, w lipcu 1976 roku. Piosenka znalazła się na albumie "Stworzenia świata część druga".
Utwór w swym klimacie i aranżacji w dużym stopniu czerpie z muzyki latynoskiej. Utrzymany jest w rytmie bossa novy. Dodatkowo charakter ów potwierdzają partie instrumentów perkusyjnych, a zwłaszcza egzotycznego guiro, na których zagrał gościnnie muzyk sesyjny, Józef Gawrych. Kompozycja dzieli się na zwrotki w tonacji F-dur i refren modulujący do D-dur. Partię wokalną wykonuje solo Jacek Zieliński, kontrapunkt stanowią zaś improwizowana, jazzująca partia piana Fendera oraz melodie sekcji smyczkowej, zaaranżowanej przez Andrzeja Zielińskiego. Po drugim refrenie następują wokalne improwizacje, w których przeplatają się głosy obu braci Zielińskich, po których utwór ulega wyciszeniu.
Nagranie czechosłowackie jest dużo bardziej ascetyczne pod względem aranżacji, a także obsady wykonawczej – brakuje smyczków i instrumentów perkusyjnych. Akompaniament jest zaś bardziej dynamiczny i beatowy.

## Muzycy, biorący udział w nagraniu[3]
wersja z albumu "Stworzenia świata część druga"
- Andrzej Zieliński – piano Fendera, syntezator Yamaha Synthi, aranżacja, śpiew;
- Jacek Zieliński – śpiew solo;
- Konrad Ratyński – gitara basowa;
- Jerzy Tarsiński – gitara;
- Jan Budziaszek – perkusja;
- Józef Gawrych (gościnnie) – instrumenty perkusyjne;
- Orkiestra smyczkowa pod dyrekcją Andrzeja Zielińskiego;

wersja z singla (1974)
- Andrzej Zieliński – piano Fendera, śpiew;
- Jacek Zieliński – śpiew solo;
- Konrad Ratyński – gitara basowa;
- Jerzy Tarsiński – gitara;
- Jan Budziaszek – perkusja;